# Quận McMinn, Tennessee
Quận McMinn là một quận thuộc tiểu bang Tennessee, Hoa Kỳ.
Quận này được đặt tên theo. Theo điều tra dân số của Cục điều tra dân số Hoa Kỳ năm 2000, quận có dân số 49.015 người. Quận lỵ đóng ở Athens.6.

## Địa lý
Theo Cục điều tra dân số Hoa Kỳ, quận có diện tích 1119 km2, trong đó có 5 km2 là diện tích mặt nước.

### Quận giáp ranh
- Quận Roane (bắc)
- Quận Loudon (đông bắc)
- Quận Monroe (đông)
- Quận Polk (đông nam)
- Quận Bradley (tây nam)
- Quận Meigs (tây)